# Bulhão (Bélgica)
Bulhão, em francês:  Bouillon, é uma cidade e um município da Bélgica localizado no distrito de Neufchâteau, província de Luxemburgo, região da Valônia.
Como principal figura histórica encontramos nela o famoso cruzado Godofredo de Bulhão.

## História
A cidade de Bulhão, hoje localizada na Bélgica, foi o centro de uma entidade política no seio do Sacro Império Romano-Germânico. Primeiro um senhorio dependente do Principado-Bispado de Liège, Bulhão foi elevado a Ducado em 1456, adquirindo uma autonomia crescente, com o apoio da França. O ducado torna-se um estado independente em 1676, governado pela Casa de La-Tour de Auvérnia.
Com a Revolução francesa, é proclamada a República de Bulhão, que existiu de abril de 1794 a outubro de 1795, sendo então anexado à França (26 de outubro e 1795).
O título de Duque de Bulhão é restabelecido pelo Congresso de Viena (1815), que o atribui à família Rohan, descendentes de Maria Luísa de La Tour d'Auvergne.
Os territórios que integravam o ducado de Bulhão foram incluídos na Bélgica, pelo tratado de Londres, de 15 de novembro de 1831.